# Economia del Turkmenistan
El Turkmenistan és un país desèrtic amb una agricultura intensiva en oasis irrigats, i àmplies reserves de petroli i gas natural. Els dos principals productes agrícoles són el cotó, produït principalment per a exportació, i blat, que és consumit al país. Encara que l'agricultura representi aproximadament el 7% del PIB, segueix ocupant gairebé la meitat de la força de treball del país.
Amb un autoritari govern ex-comunista en el poder i una estructura social tribal, el Turkmenistán fa una lenta aproximació a les reformes econòmiques i busca utilitzar les rendes d'exportació de gas natural i cotó per mantenir la seva ineficient economia. Les metes de privatització encara són tímides.
Entre el 1998 i el 2005 el país va sofrir per l'absència de vies adequades d'exportació de gas natural i per obligacions amb deutes de curt termini. No obstant això, les exportacions van començar a créixer gairebé 15% a l'any entre el 2003 i el 2008 principalment a causa de l'alça de preus internacionals del petroli i del gas. Nous gasoductes cap a la República Popular de la Xina i l'Iran que van començar a funcionar a la fi de 2009 i començament de 2010 van propiciar al país noves rutes d'exportació, malgrat aquestes noves vies no compensessin completament la caiguda d'exportacions de gas cap a Rússia el 2009.
El govern va introduir un programa de privatització el 2012, però la seva implementació segueix lenta. Els resultats de les privatitzacions encara són limitats. Les perspectives de curt termini no són animadores, a causa de la corrupció endèmica, a un sistema educacional dolent, a l'ús ineficient dels guanys amb les exportacions de gas natural i petroli, i a la poca voluntat del govern a acceptar reformes orientades al mercat.